# 和歌山県を舞台とした作品一覧
和歌山県を舞台とした作品一覧（わかやまけんをぶたいとしたさくひんいちらん）では、和歌山県内をモチーフあるいはロケーション撮影地にした小説、アニメーション、テレビドラマ等を記述する。

## 文芸
- 紀ノ川（有吉佐和子）
- 有田川（有吉佐和子）
- 日高川（有吉佐和子）
- 華岡青洲の妻（有吉佐和子）
- 枯木灘（中上健次）
- 奇蹟（中上健次）
- 軽蔑 (中上健次)
- 千年の愉楽（中上健次）
- 稲むらの火（原作は小泉八雲の"A Living God "で、中井常蔵が翻訳・再話）
- 街道をゆく 8、32（司馬遼太郎）
- 風の武士（司馬遼太郎）
- 尻啖え孫市（司馬遼太郎）
- QED 〜ventus〜 熊野の残照（高田崇史）
- QED 神器封殺（高田崇史）
- 孤島の鬼（江戸川乱歩）
- 雑賀六字の城（津本陽）
- 鉄砲部来記（津本陽）
- 続鉄砲部来記（津本陽）
- 大誘拐（天藤真）
- 滝口入道（高山樗牛）
- Dの複合（松本清張）
- 黒の様式（松本清張）
- ねずてん（山本素石）
- 三熊野詣（三島由紀夫）
- 南紀殺人ルート（西村京太郎）
- 紀勢本線殺人事件（西村京太郎）
- 南紀白浜殺人事件（西村京太郎）
- 青に染まる死体　勝浦温泉（西村京太郎）
- 武蔵坊弁慶（富田常雄）
- 義経記
- 太平記
- 平家物語
- 十津川警部 白浜へ飛ぶ（西村京太郎）
- 紀伊半島殺人事件（西村京太郎）
- 南紀オーシャンアロー号の謎（西村京太郎）
- 十津川警部 南紀・陽光の下の死者（西村京太郎）
- 寝台特急「紀伊」殺人行（西村京太郎）
- さらば南紀の海よ（西村京太郎）
- 南紀白浜安珍清姫殺人（和久峻三）
- 熊野安珍清姫殺人事件（和久峻三）
- 和歌山殺人事件（石川真介）
- 南紀十津川殺人ライン（石川真介）
- 南紀周遊殺人旅行（中町信）
- 紀の川殺人事件（梓林太郎）
- 紀伊半島潮岬殺人（梓林太郎）
- 真田太平記（池波正太郎）
- 徳川吉宗（童門冬二）
- 道成寺
- 十津川峡谷殺人事件（ 木谷恭介）
- 紀伊の変（佐伯泰英）
- 龍神温泉殺人事件（吉村達也）
- 熊野古道に消えゆ（田中光二）
- 南紀白浜呪いの磯殺人事件（田中光二）
- 狐道（内田康夫）
- 熊野古道殺人事件（内田康夫）
- 鯨の哭く海（内田康夫）
- 龍神の女（内田康夫）
- 空海 高野開山（寺林峻）
- 新・平家物語（吉川英治）
- 神様の御用人4（浅葉なつ）
- 南紀仙人風呂で誰が死ぬ（辻真先）
- いで湯特急南紀・大和路殺人事件(荻原秀夫）
- 紀州火祭り殺人行（荻原秀夫）
- 巨鯨の海（伊東潤）
- 鯨分限（伊東潤）
- 南紀殺人海の密室（長井彬）
- 紀ノ国殺人迷路（草野唯雄）
- 雑賀の女鉄砲撃ち（佐藤恵秋）
- 「黒い箱」の館（本岡類）
- 船冨家の惨劇（蒼井雄）
- 四季の女殺人事件（斎藤栄）
- ブルーアウト（鈴木光司）
- 落英（黒川博行）
- 太平洋食堂（柳広司）
- 悲素（帚木蓬生）
- 「南紀・伊豆」Sの逆転（深谷忠記）
- 死体を買う男（歌野晶午）
- 八代将軍 吉宗（堀和久）
- 万葉集
- 古事記
- 下天を謀る（安部龍太郎）
- 藤堂高虎（村上元三）
- 雨月物語
- 熊野草子（宇江敏勝）
- 木の国紀聞熊野古道より（宇江敏勝）
- 森の語り部（宇江敏勝）
- 高野山（山本音也）

## 映画
- 安珍と清姫
- 海と夕陽と彼女の涙 ストロベリーフィールズ
- 男はつらいよ 寅次郎春の夢
- 男はつらいよ 寅次郎物語
- 温泉ポン引女中
- 海難1890
- 紀ノ川 (映画)
- 鯨捕りの海
- 軽蔑 (中上健次)
- ザ・コーヴ
- 幸福のスイッチ
- 社長道中記
- 大誘拐 RAINBOW KIDS
- 真夏の少年
- 釣りバカ日誌4
- ねこにみかん
- 華岡青洲の妻
- ビハインド・ザ・コーヴ 〜捕鯨問題の謎に迫る〜
- ペンタの空
- ボクはボク、クジラはクジラで泳いでる
- 見栄を張る
- ちょき
- 溺れるナイフ
- ソワレ (映画)

## テレビドラマ
- 風見鶏 (テレビドラマ)
- くろしおの恋人たち
- 日高川 (テレビドラマ)
- 特別編必殺仕事人 恐怖の大仕事 水戸・尾張・紀伊
- ほんまもん
- 紀ノ川
- 華岡青洲の妻
- 純ちゃんの応援歌
- 真田丸
- 義経
- 八代将軍吉宗
- あさが来た
- 武蔵坊弁慶 (テレビドラマ)
- GOOD LUCK!!
- 温泉若おかみの殺人推理14
- 仮面ライダー「吸血モスキラス対二人ライダー」
- 松本清張の犯罪広告

## 漫画
- 美味しんぼ
- 紀伊半島海町ごはん（元町夏央）
- 弘法大師 空海（ジョージ秋山）
- コミック太平記（横山まさみち/熊野/紀伊山地）
- 雑賀六字の城（おおのじゅんじ）
- サマータイムレンダ（田中靖規）
- 南紀の台所（元町夏央）
- 猫楠（水木しげる）
- 貧乏神が!（助野嘉昭/和歌山市）
- レッドリン 紅い梅と蒼い梅（中村真理子）

## テレビアニメ
- AIR（Key /美浜町、御坊市、高野町）
- 美味しんぼ
- のんのんびより - かつらぎ町・天野の里
- びんちょうタン（アルケミスト /みなべ町）
- 貧乏神が!（助野嘉昭/和歌山市）
- Myself ; Yourself(レジスタ/すさみ町)
- ラムネ（ねこねこソフト/白浜町、串本町）
- サマータイムレンダ(田中靖規/和歌山市)

## 人形アニメ
- 道成寺（川本喜八郎）
- 人形歴史スペクタクル平家物語（川本喜八郎）

## ラジオドラマ
- 冬の曳航（NHK-FMFMシアター）

## 音楽
※「近畿地方のご当地ソング一覧#和歌山県」を参照のこと。

## 写真
- 写真 和歌山ブルース（北山祥喜）
- 写真族和歌山ブルース

## ゲーム
- AIR
- 朝凪のアクアノーツ
- みずいろ
- ラムネ

## 絵画
- 紀三井寺参詣曼荼羅図
- 熊野観心十界曼荼羅図
- 熊野本地仏曼荼羅図
- 粉河寺縁起絵巻
- 粉河寺参詣曼荼羅図
- 那智参詣曼荼羅図
- 那智奉拝（矢野橋村）
- 熊野路・古道（平山郁夫）